# آيدان شينير
آيدان شينير (بالتركية: Aydan Şener)‏ وهي ممثلة تلفزيون وأفلام وعارضة أزياء تركية ولدت في يوم 1 مارس 1963 في مدينة كلس في محافظة عنتاب في تركيا وهي ملكة جمال تركيا لسنة 1981 وألتي مثلت تركيا في مسابقة مكلة جمال العالم 1981.

## روابط خارجية
- آيدان شينير على موقع IMDb (الإنجليزية)
- آيدان شينير على موقع قاعدة بيانات الفيلم (الإنجليزية)